# Horst Eylmann
Horst Eylmann (* 1. Dezember 1933 in Altendorf; † 13. Februar 2014 in Stade) war ein deutscher Politiker (CDU). Er war unter anderem ab 1983 Bundestagsabgeordneter und von 1992 bis 1998 Vorsitzender des Rechtsausschusses des Deutschen Bundestages.

## Leben und Beruf
Nach dem Abitur am Athenaeum Stade 1955 begann Eylmann ein Studium der Volkswirtschaftslehre und Psychologie, welches er nicht abschloss. Anschließend studierte er Rechtswissenschaften in Hamburg und München. 1959 bestand Eylmann das erste juristische Staatsexamen. Nach der Ableistung des Referendariats legte er 1963 auch das zweite Staatsexamen ab und wurde als Rechtsanwalt in Stade zugelassen. Von 1968 bis 2003 war er dort auch Notar. Er ist ferner Co-Autor eines Kommentars zur Bundesnotarordnung, diverser Anwaltshandbücher sowie der Chronik Kaufleute und Schiffer zur Geschichte der Stader Kaufleute- und Schifferbrüderschaft. Eylmann war von 1987 bis 2000 Mitglied des Aufsichtsrats der Volksbank Stade. 2003 wurde er zum Ehrenbürger der Stadt Stade ernannt.
Horst Eylmann hat aus erster Ehe mit Else Reeder einen Sohn.

## Partei
Eylmann trat 1968 in die CDU ein. Zur Landtagswahl in Niedersachsen 1994 gehörte er dem Schattenkabinett des CDU-Spitzenkandidaten Christian Wulff als möglicher Justizminister an.

## Abgeordneter
Ab 1972 gehörte er sowohl dem Rat der Stadt Stade (bis 2001) als auch dem Kreistag des Landkreises Stade (bis 1996) an. Von 1981 bis 1986 und von 1989 bis 1991 war er Bürgermeister der Stadt Stade. Von 1983 bis 1998 war er Mitglied des Deutschen Bundestages und dort von 1990 bis 1992 zunächst stellvertretender Vorsitzender des Ausschusses für Wahlprüfung, Immunität und Geschäftsordnung sowie von 1991 bis 1992 Vorsitzender des Untersuchungsausschusses „Kommerzielle Koordinierung und Alexander Schalck-Golodkowski“. Anschließend war er von 1992 bis 1998 Vorsitzender des Rechtsausschusses. Horst Eylmann war stets als direkt gewählter Abgeordneter des Wahlkreises Stade bzw. ab 1987 des Wahlkreises Stade – Rotenburg I in den Bundestag eingezogen.
Für seine kommunalpolitischen Verdienste sowie sein Eintreten für die internationalen Städtepartnerschaften von Stade mit Givat Schmuel in Israel und Karlshamn in Schweden wurde er 2003 zum Ehrenbürger der Stadt Stade ernannt sowie ihm das Verdienstkreuz 1. Klasse des Verdienstordens der Bundesrepublik Deutschland und der Königlich Schwedische Nordstern-Orden verliehen.